# Sojuz TM-25
Sojuz TM-25 je označení ruské kosmické lodi, která odstartovala v únoru 1997 k ruské kosmické stanici Mir. Hlavním cílem mise byla výměna části posádky. Byla to 30. expedice k Miru.

## Posádka

### Startovali
- Vasilij Ciblijev (2)
- Alexandr Lazutkin (1)
- Reinhold Ewald (1) ESA

### Přistáli
- Vasilij Ciblijev
- Alexandr Lazutkin

V závorkách je uveden dosavadní počet letů do vesmíru včetně této mise.